# Ouroux-en-Morvan
Ouroux-en-Morvan (Orrou en bourguignon-morvandiau) est une commune française située dans le département de la Nièvre, en région Bourgogne-Franche-Comté.

## Géographie

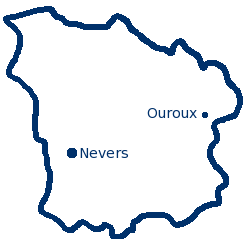
Situation de la commune dans le département.

La commune se situe à l'est du département de la Nièvre, dans le massif du Morvan, et fait partie de son parc naturel régional. L'altitude minimale est de 324 m au niveau de l'embouchure du ruisseau de l'Oussière dans le lac de Pannecière. L'altitude maximale est de 667 m dans les bois de Villiers. Le village d'Ouroux est situé à 560 m d'altitude sur le bord occidental du plateau du Morvan central.
La superficie de la commune est de 6.000 Hectares.
Ouroux est situé sur la "dorsale boisée" du Morvan, au même titre que Arleuf, Planchez (dans le Haut Morvan boisé), Montsauche-les-Settons (dans le Haut Morvan des étangs), Saint-Brisson (dans le Haut plateau boisé) ou une partie de Brassy (dans la Marche boisée).
La dorsale boisée du Morvan correspond à des secteurs constitués de sommets, dont l'altitude varie de 500 à 900 m, et de cuvettes.
Cette entité est constituée essentiellement de vastes forêts, avec de petites clairières, et de plans d'eau.
Le GR de Pays du Tour du Morvan ainsi que le GR 13 traversent la commune.

### Hydrographie
L'étang communal, se déversant dans le Pargon, le Chalaux, l'Oussière, le ruisseau de Mignage, le ruisseau de Coulard, le ruisseau d'Ensein, le ruisseau de Vanériou, l'Anguison.

### Hameaux, lieux-dits et écarts
Outre le bourg, Ouroux regroupe environ 26 hameaux, autrefois appelés "Villages", dont:
Coeuson (anciennement Coeuzon), Savelot, Savault, Chamerelle, Montpensy, Le Boulard, Boulois, La Maison, Fonteny, Chassaygne, Vizaine, Mont, Mignage, Poirot dessous, Poirot dessus.

### Géologie
La massif du Morvan central Nord est constitué de granite, une roche magmatique plutonique.

### Climat
Pour des articles plus généraux, voir Climat de la Bourgogne-Franche-Comté et Climat de la Nièvre.
En 2010, le climat de la commune est de type climat de montagne, selon une étude du Centre national de la recherche scientifique s'appuyant sur une série de données couvrant la période 1971-2000. En 2020, Météo-France publie une typologie des climats de la France métropolitaine dans laquelle la commune est exposée à un climat océanique altéré et est dans la région climatique  Lorraine, plateau de Langres, Morvan, caractérisée par un hiver rude (1,5 °C), des vents modérés et des brouillards fréquents en automne et hiver.
Pour la période 1971-2000, la température annuelle moyenne est de 9,6 °C, avec une amplitude thermique annuelle de 16 °C. Le cumul annuel moyen de précipitations est de 1 258 mm, avec 14,5 jours de précipitations en janvier et 9,8 jours en juillet. Pour la période 1991-2020, la température moyenne annuelle observée sur la station météorologique de Météo-France la plus proche, « Dun_sapc », sur la commune de Dun-les-Places à 12 km à vol d'oiseau, est de 10,4 °C et le cumul annuel moyen de précipitations est de 1 181,7 mm. 
La température maximale relevée sur cette station est de 37,6 °C, atteinte le 24 juillet 2019 ; la température minimale est de −15,3 °C, atteinte le 7 février 2012,,.
Les paramètres climatiques de la commune ont été estimés pour le milieu du siècle (2041-2070) selon différents scénarios d'émission de gaz à effet de serre à partir des nouvelles projections climatiques de référence DRIAS-2020. Ils sont consultables sur un site dédié publié par Météo-France en novembre 2022.

## Urbanisme

### Typologie
Au 1er janvier 2024, Ouroux-en-Morvan est catégorisée commune rurale à habitat très dispersé, selon la nouvelle grille communale de densité à sept niveaux définie par l'Insee en 2022.
Elle est située hors unité urbaine et hors attraction des villes,.

### Occupation des sols
L'occupation des sols de la commune, telle qu'elle ressort de la base de données européenne d’occupation biophysique des sols Corine Land Cover (CLC), est marquée par l'importance des territoires agricoles (54 % en 2018), une proportion sensiblement équivalente à celle de 1990 (53,5 %). La répartition détaillée en 2018 est la suivante : prairies (45,9 %), forêts (44,9 %), zones agricoles hétérogènes (8,1 %), zones urbanisées (0,6 %), milieux à végétation arbustive et/ou herbacée (0,5 %). L'évolution de l’occupation des sols de la commune et de ses infrastructures peut être observée sur les différentes représentations cartographiques du territoire : la carte de Cassini (XVIIIe siècle), la carte d'état-major (1820-1866) et les cartes ou photos aériennes de l'IGN pour la période actuelle (1950 à aujourd'hui).

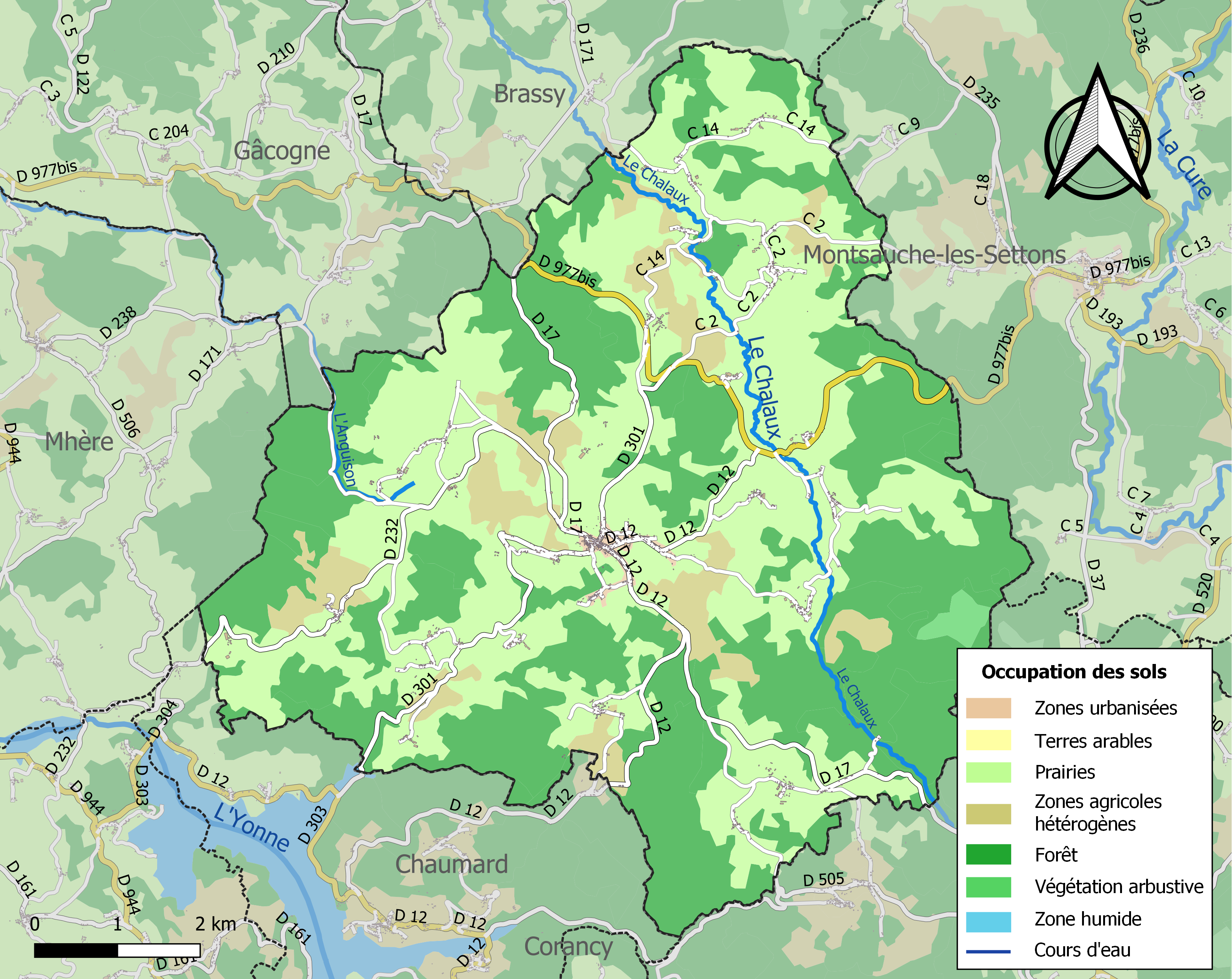
Carte des infrastructures et de l'occupation des sols de la commune en 2018 (CLC).

## Toponymie
Le premier nom connu du village est « Oratorium ».
Le village tirerait ainsi son nom de l'époque "Horroez" du Latin "horréum" signifiant magasin de vivres et de fourrages, que les Romains y auraient constitué.
On reconnaît également au nom une origine latine: "Oratorium in Morvento" qui vient de oratoire (lieu de culte).

## Histoire

### Antiquité

#### Second âge du fer
Le village remonte à une lointaine Antiquité.
Époque des Éduens - peuple Celte
Ouroux a été habité très tôt par les Éduens, peuple celte (gaulois). Ils y auraient exploité les minerais d’étain, l’or et l’argent, dans une mine antique à ciel ouvert sur le site la Loutière (entre le hameau de Montpensy et de Poirot Dessous).

### Époque gallo-romaine
La présence humaine est attestée par la découverte, hors de l’enceinte du village, de fondements de murs, de débris de tuile à rebords et de poteries antiques.
Son nom dériverait du latin horréum, magasin à vivres que les Romains y auraient constitué.
Des couches de charbon ensevelies à un mètre sous le sol, le récit de quelques écrivains, laissent supposer que la communauté, comme d’autres localités, eut à souffrir de l’irruption de barbares qui dévastèrent les Gaules.

#### Site des tranchées de la Loutière
Le site consiste en deux fosses étalées sur 210 mètres de long pour 12 mètres de profondeur, allongées et deux petites fosses circulaires, alignées est-ouest. Les fosses sont cernées par des monticules de déblais, témoins de l’activité d’extraction.
Interprété diversement au fil du temps, ce site énigmatique pour certains a été interprété tour à tour comme un site défensif gaulois, un aménagement anthropique non expliqué, ou encore, comme une tranchée creusée pour piéger les loups lors de battues. Pour les archéologues miniers ayant travaillé à Bibracte, cet ensemble s'apparente par sa topographie caractéristique à une mine travaillée à ciel ouvert et sans doute prolongée en profondeur par des chantiers souterrains. Les monticules qui bordent les fosses correspondent manifestement aux haldes générées par l'activité minière,.
L’ancienneté du site est attestée par son intégration parfaite dans le couvert forestier.
La Loutière, une mine en roche typique (Sn, Au-Ag).

#### Voie romaine
La commune est située sur la voie romaine entre Autun « Augustodunum », à 30 km, ville romaine fondée par l'empereur Auguste et la ville d’Orléans « Cenabum », via Entrains-les-Bains « Intaranum ». L’ancienne voie romaine croise à Arleuf (théâtre gallo-romain des Bardiaux) une des routes de l'axe Alésia - Bibracte. Les vestiges sur la commune d’Ouroux sont partiellement classés Monuments Historiques, section d'Ouroux à l'Huis-Picard par arrêté du 25 mars 1938.
Les vestiges classés MH sont observables à l’ouest de la commune d’Ouroux, en bifurquant depuis la route départementale D17 et en suivant le D232, jusqu’à l'Huis-Picard.

### Moyen Âge
Au Moyen Âge, Ouroux fut le chef-lieu d'une châtellenie du comté de Château-Chinon.

### XIXesiècle
Le 19 juillet 1863, Savault, un gros hameau, fut incendié. Ce gros village (sacra Vallis) doit son nom à la vallée où il est bâti. Sur un mamelon isolé qui le domine est une chapelle, rebâtie à travers les siècles, mais dont l'origine remonte à la plus haute Antiquité.
En 1870, une grande partie du village d'Ouroux et l'église entière furent incendiés. Les toits, alors recouverts en chaume, facilitèrent les ravages du feu. La nouvelle église fut alors construite entre 1875 et 1878 dans le style roman, à trois nefs.

### Histoire moderne (XXesiècle)

#### Le Tacot du Morvan
Au début du XXe siècle, la commune était desservie par le chemin de fer de Corbigny à Saulieu, surnommé le Tacot du Morvan.
La ligne longeait l'étang communal et disposait d'une gare dans le bourg (située à l'emplacement de l'actuelle salle de fêtes). La commune disposait également de deux haltes aux hameaux de Chamerelle, et de Cœuzon-Savelot.
Le trafic de voyageurs s'est arrêté le 15 mars 1939.

#### Seconde Guerre mondiale (1939-1945)
En mars 1943, durant la Seconde Guerre mondiale, sous l’occupation Allemande, le capitaine Louis Aubin, alias Bernard, ancien gendarme à la retraite, fonda le maquis Bernard. D’abord très modeste, le maquis Bernard pu se développer progressivement avec l’aide de la population locale. Ce maquis se situe dans les bois de Coeuzon, près de l'étang « de la Passée », à environ sept kilomètres à l’est du village d'Ouroux. Le maquis est reconnu en avril 1944 par le commandement militaire, il est rattaché aux Forces Françaises de l’Intérieur.
Depuis le printemps 1944, le maquis Bernard voit ses effectifs affluer : le 31 mai 1944, il compte 25 hommes, 65 hommes le 13 juin 1944 et pas moins de 125 hommes le 5 juillet 1944.
Les forces anglaises du SAS réalisent des parachutages en 1944. En plus d’armes habituellement parachutées (pistolet-mitrailleur Sten MKII, fusil Lee Enfield no 4), ce groupe de maquisards du maquis Bernard est doté, chose exceptionnelle, d'une arme antichar anglaise du type PIAT, Projector Infantry Anti Tank.
À partir de juin 1944, le maquis Bernard pris beaucoup d’importance, avec à la fois la présence d’une quarantaine de parachutistes Anglais Special Air Service, les fameux SAS, et de l’état major départemental de la résistance Nivernais.
L'unité de commandement des FFI se réalise, après le débarquement, sous la responsabilité d'un Etat-Major départemental installé au Maquis Bernard, dont le chef militaire était le Colonel Gaston Roche.
Comptant jusqu'à 1 200 hommes en 1944, le maquis Bernard fut l'un des plus importants maquis du Morvan.
À la Libération, à partir de mai 1944, Ouroux fut durant quelques semaines la préfecture clandestine de la Nièvre. Monsieur Robert Jacquin, haut fonctionnaire, fut nommé Préfet de la Nièvre par le Général de Gaulle.
Le 8 août 1944 sont signés « les accords d’Ouroux-en-Morvan » qui unifient l’ensemble de la Résistance nivernaise : Forces Françaises de l’Intérieur et Francs Tireurs et Partisans Français.

#### XXIesiècle
En 2008, avec l'entrée de Chypre et de Malte, la commune était située au centre géographique de la zone euro. Depuis le 1er janvier 2009, avec l'arrivée de la Slovaquie, il s'est déplacé vers la commune de Liernais.

## Politique et administration
| Période                                  | Période   | Identité                          | Étiquette | Qualité |
| ---------------------------------------- | --------- | --------------------------------- | --------- | --- |
| 1825                                     | 1853      | Claude Philibert Hyppolite Cottin |           | |
| 1856                                     | 1859      | Louis Claude Benoist              |           | |
| 1859                                     |           | Jean Guétrot                      |           | |
| 1868                                     |           | Émile Jacques Isidore Cottin      |           | |
| 1888                                     | 1904      | Alexis Guétrot                    |           | Vice Président du Conseil Général de la Nièvre Officier d'Académie |
| ...                                      | ...       |                                   |           | |
| mars 1983                                | mai 2011, | Patrice Joly                      | PS        | Conseiller général Président du conseil général de la Nièvre depuis 2011 Président du parc naturel régional du Morvan depuis 2010 Magistrat à la Chambre régionale des comptes |
| 14 mai 2011                              | mai 2020, | André Guyollot                    | PS        | Agriculteur et exploitant forestier retraité |
| 18 mai 2020                              | En cours  | Florence BERLO                    |           | Agricultrice retraitée |
| Les données manquantes sont à compléter. |           |                                   |           | |

## Démographie
L'évolution du nombre d'habitants est connue à travers les recensements de la population effectués dans la commune depuis 1793. Pour les communes de moins de 10 000 habitants, une enquête de recensement portant sur toute la population est réalisée tous les cinq ans, les populations de référence des années intermédiaires étant quant à elles estimées par interpolation ou extrapolation. Pour la commune, le premier recensement exhaustif entrant dans le cadre du nouveau dispositif a été réalisé en 2008.

En 2022, la commune comptait 596 habitants, en évolution de −5,7 % par rapport à 2016 (Nièvre : −3,28 %, France hors Mayotte : +2,11 %).
| 1793  | 1800  | 1806  | 1821  | 1831  | 1836  | 1841  | 1846  | 1851  |
| ----- | ----- | ----- | ----- | ----- | ----- | ----- | ----- | ----- |
| 1 785 | 1 937 | 1 844 | 2 018 | 2 172 | 2 220 | 2 533 | 2 691 | 2 729 |

| 1856  | 1861  | 1866  | 1872  | 1876  | 1881  | 1886  | 1891  | 1896  |
| ----- | ----- | ----- | ----- | ----- | ----- | ----- | ----- | ----- |
| 2 663 | 2 630 | 2 606 | 2 800 | 2 784 | 2 784 | 2 758 | 2 703 | 2 565 |

| 1901  | 1906  | 1911  | 1921  | 1926  | 1931  | 1936  | 1946  | 1954  |
| ----- | ----- | ----- | ----- | ----- | ----- | ----- | ----- | ----- |
| 2 561 | 2 561 | 2 248 | 1 953 | 1 842 | 1 697 | 1 631 | 1 588 | 1 321 |

| 1962  | 1968  | 1975  | 1982  | 1990 | 1999 | 2006 | 2008 | 2013 |
| ----- | ----- | ----- | ----- | ---- | ---- | ---- | ---- | ---- |
| 1 168 | 1 146 | 1 051 | 1 010 | 838  | 670  | 666  | 665  | 651  |

| 2018 | 2022 | - | - | - | - | - | - | - |
| ---- | ---- | - | - | - | - | - | - | - |
| 601  | 596  | - | - | - | - | - | - | - |

## Lieux et monuments
Civils
- Buste de chevalier, XVe siècle, semble avoir appartenu à une statue équestre : saint Martin ou saint Georges[35]; en bois[36],  Classé MH (1962)[37] ;
- Manoir de la résistance du XVIIe siècle, situé dans le bourg du village, abrita un Hôpital de campagne clandestin du « Maquis Bernard » , et le groupe Franco Britannique du nom de guerre « Team Harry » chargé des liaisons radio entre la France Libre du Général De Gaulle à Londres et la résistance en Morvan.
- Les amateurs de pêche se retrouveront à l'étang municipal situé à l'entrée du village. Les spécialistes de la truite iront pêcher dans la rivière classée en 1re catégorie : le Chalaux ;
- Panorama de la Croix des Morts avec vue sur les monts du Morvan ;
- Vieux village de Savault et sa chapelle, dont est originaire le sculpteur Jean Gautherin ;
- Site de la Roche du Bois de Thare ;
- Sites préhistoriques des tranchées de la Loutière ;
- Vestiges de la voie romaine entre Autun « Augustodunum », et la ville d’Orléans « Cenabum », via Entrains-les-bains "Intaranum". Les vestiges sur la commune d’Ouroux sont partiellement Classé Monument Historique, section d'Ouroux à l'Huis-Picard : arrêté du 25 mars 1938 [38];
- Cimetière franco-anglais du maquis Bernard. Ce lieu de mémoire et de recueillement est situé près de l'étang de la Passée, dans les collines boisées qui domine le hameau de Savelot. Il comporte 27 tombes de résistants et de parachutistes du Special Air Service (SAS) anglais. Il est accessible en voiture par une route étroite et sinueuse;
- La commune possède de nombreux chemins de randonnée, et elle est traversée par le GR de Pays Tour du Morvan.

Religieux
- Église Saint-Germain, de style néo-roman. À l'intérieur :
  - Vierge à l'Enfant, fin du XVe siècle, bois, revers plat, traces de polychromie[39],  Classé MH (1939)[40] ;
  - un bas-relief du XIVe siècle.

L'église est ouverte tous les jours.

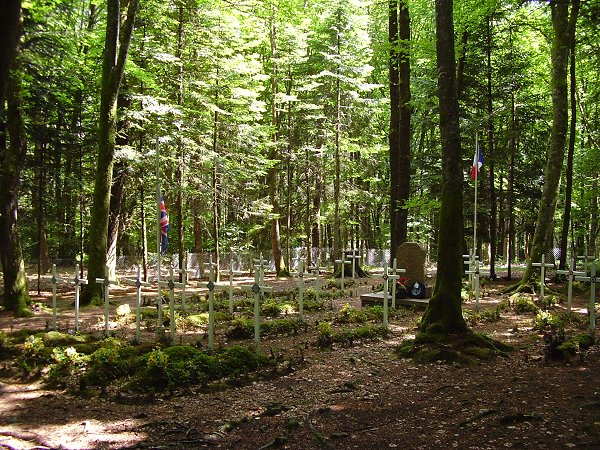
Le cimetière franco-anglais du maquis Bernard.
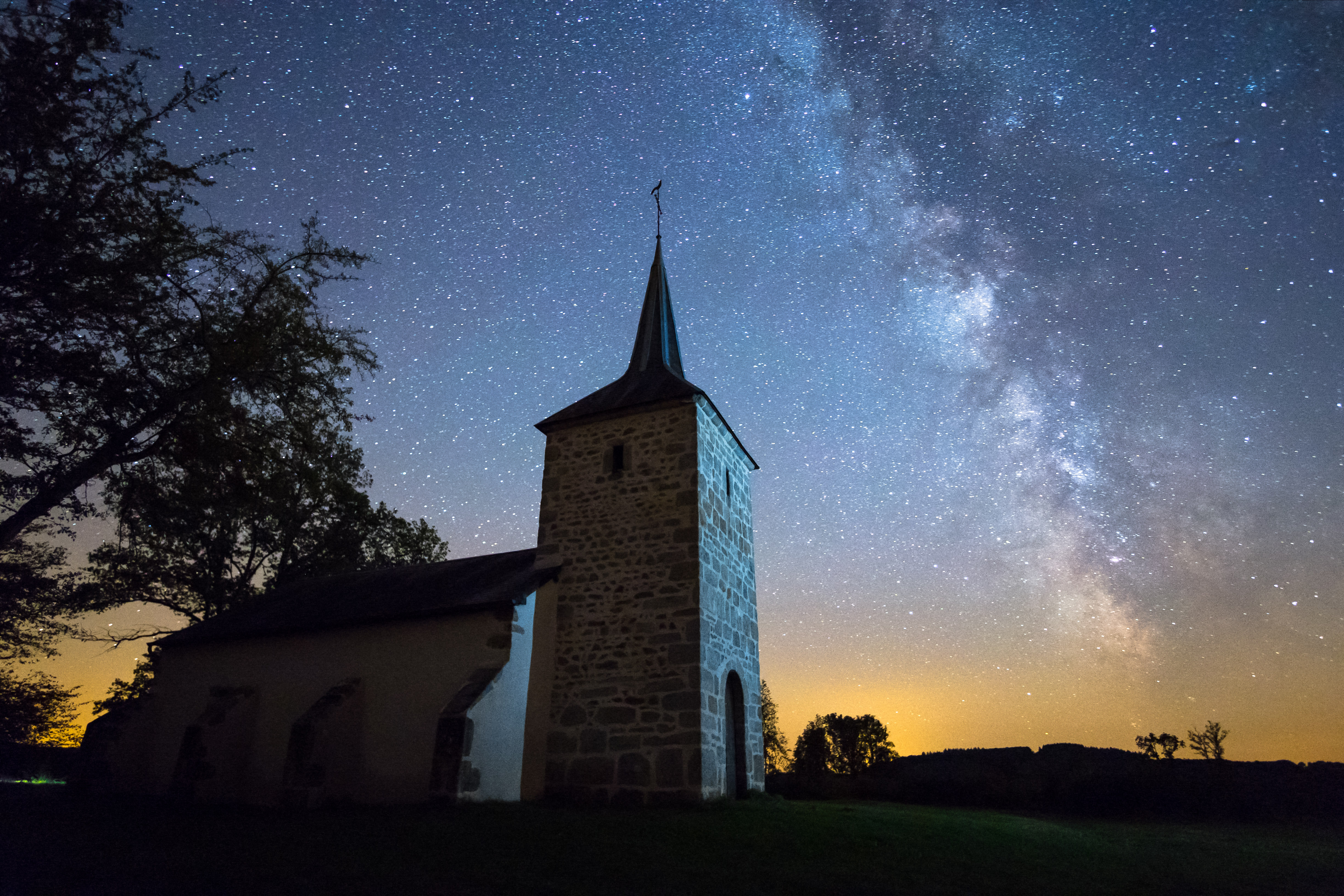
La chapelle de Savault sous la voûte étoilée.

## Personnalités liées à la commune
- Etienne Gudin (1734-1819), Général de division dans l'infanterie, Chevalier de la Légion d’honneur, né à Ouroux-en-Morvan.
- Jean Gautherin (1840-1890), sculpteur et peintre, né à Ouroux-en-Morvan dans le hameau de Savault. Sculpteur de talent, il réalisa de nombreuses statues, que l'on retrouve encore à Paris, Nevers, Copenhague.
- Michel Baroin (1930-1987), est né à Paris (6e). Il passe une partie de son enfance dans le Morvan. Son père Barthélémy Claude BAROIN est né au village de Savault, commune d’Ouroux-en-Morvan en 1901, et y est décédé en 1984[42]. La famille Baroin a des origines dans le Morvan, on peut retracer la présence d’une famille Baroin à Ouroux-en-Morvan depuis 1620[43]. Michel Baroin était haut fonctionnaire, homme d'affaires P.-D.G. de la Garantie Mutuelle des Fonctionnaires (G.M.F) a partir de 1974, et Franc-Maçon. Initié en en 1960 à la loge « Les Amis de l'Humanité » du Grand Orient de France (GODF) à Paris[44], il devient grand maître en 1977. L’avenue Michel Baroin a été inaugurée le jeudi 10 mars 1988 en présence du Président de la République François Mitterrand.

## Jumelages
- Cullera (Espagne).